# Aquiles Priester
Aquiles Priester (Outjo, 25 de junho de 1971) é um baterista brasileiro nascido na África do Sudoeste (atual Namíbia), conhecido por seus trabalhos nas bandas Angra, Freakeys, Hangar (da qual é um dos fundadores), Noturnall e W.A.S.P..

## Carreira

### Início
Aquiles Priester nasceu na cidade de Outjo, no então Sudoeste Africano (atual Namíbia), em que viveu por 5 anos, tendo o primeiro contato com a bateria aos quatro anos de idade. Já no Brasil, residindo na cidade de Foz do Iguaçu, assistiu pela televisão em 1985 a primeira edição do Rock In Rio. As bandas participantes do evento chamaram sua atenção, fazendo despertar seu interesse pela bateria e influenciando sua preferência pelo gênero musical Heavy Metal.
Tempos depois passou a tocar bateria, inicialmente aprendendo de forma autodidata, fazendo covers da banda Ultraje a Rigor, inclusive participando de uma apresentação em um programa de televisão local de uma filiada da TV Bandeirantes, apesar da pouca experiência no instrumento.
Após esse episódio foi convidado a integrar uma banda local chamada Tropical Band. Mais tarde, em 1987, ingressou na Stylo Livre, realizando diversos shows e aparecendo em diversos programas de TV e rádio, e também em revistas e jornais. Após um breve período de atividade na banda foi obrigado a se mudar com a família para Porto Alegre. Nos anos que se passaram Aquiles integrou várias bandas locais de covers e de música autoral paralelamente aos intensos estudos de bateria.

### Hangar (1997– )
Em novembro de 1997, Aquiles formou em Porto Alegre a sua principal banda, o Hangar, junto com o vocalista Michael Polchowicz, o baixista Felipe Trein e o guitarrista Cristiano Wortmann. Os quatro começaram tocando covers de Heavy Metal antes de montar um repertório. Com menos de um ano de existência, foram convidados a abrirem o show do Angra. Após o show, eles gravaram o primeiro álbum, Last Time, lançado em maio de 1999. Durante os shows de divulgação do CD Last Time, começaram a aparecer as primeiras oportunidades para Aquiles tocar com outros artistas, como o grupo Tritone e o vocalista Paul Di'Anno.
Em 2001, o Hangar lançou seu segundo álbum, Inside Your Soul, já com novos membros, o guitarrista Eduardo Martinez e o baixista Nando Mello. Uma canção da antiga banda "Pistys Sophia" (na qual Aquiles tocou no início de sua carreira), originalmente intitulada "Legions", ganhou novo arranjo, sendo regravada e rebatizada como "Savior".
Em 2007, a banda lançou The Reason of Your Conviction, um álbum conceitual cujas letras contam a história de um serial killer. O álbum marcou a entrada do vocalista Nando Fernandes, que substituiu Michael Polchowicz.
Mais tarde, em 2009, é lançado o quarto algum do grupo intitulado Infallible, que marcou também a entrada do vocalista Humberto Sobrinho, substituindo Nando Fernandes. Em 2010 e 2011 o baterista prosseguiu com a "Infallible Tour" para a divulgação de Infallible e no segundo semestre de 2011 gravou um novo trabalho com o Hangar, o Acoustic, but Plugged In!, que oferece, além de 15 músicas da banda em uma nova roupagem, acústica, um novo vocalista, André Leite. Em 2012 lançaram o DVD Haunted By Your Ghosts in Ijui resultante das apresentações na "Infallible Tour".
Em 2014 lançaram a primeira coletânea do grupo chamada The Best of 15 Years (Based On a True Story)
Em 2016, a banda lançou seu sétimo álbum, Stronger Than Never, com canções inéditas. No mesmo ano lançaram o DVD duplo Live in Brusque/SC, Brazil que inclui, entre outras, as principais canções do novo álbum.

### Tritone (1998– )
Aquiles participou do Tritone, um projeto paralelo ao Hangar organizado pelo guitarristas Frank Solari, Eduardo Ardanuy (Dr. Sin) e Sérgio "Serj" Buss , onde inseriu um estilo pesado.
Similarmente ao G3 o projeto consiste em vários shows em que cada guitarrista faz uma apresentação solo reduzida com sua banda e no final se juntam aos demais guitarristas para uma jam "Tritone". A união dos três guitarristas resultou no CD "Just For Fun (And Maybe Some More Money...)" gravado em 1998, tendo Aquiles participado das apresentações do álbum. Atualmente, o guitarrista brasileiro Marcelo Barbosa (Khallice) substitui Solari. Fazem parte deste projeto ainda o baixista Sergio Carvalho.

### Paul Di'Anno (2000)
Em outubro de 2000 após um show do Hangar em São Paulo, Aquiles Priester foi convidado a gravar, junto com outros músicos brasileiros, um disco do Paul Di’Anno (ex-Iron Maiden). O CD Nomad foi gravado na cidade de São Paulo no mesmo ano e logo a banda saiu em turnê pelo país. Por meio desse trabalho Aquiles conheceu o também futuro integrante do Angra Felipe Andreoli.
A principio a banda faria uma turnê nos Estados Unidos, porém por problemas de Paul Di' Anno com a polícia, o visto dele foi negado, e os shows cancelados.

### Angra (2000–08)
Em Setembro de 2000, Aquiles começou a ter contato com o Angra. Através de Edu Ardanuy, conheceu Kiko Loureiro e Rafael Bittencourt, guitarristas do Angra, que o convidaram para fazer um teste, devido ao cancelamento da turnê com o cantor Paul Di'Anno. Porém, Aquiles recusava-se a fazer um teste em outro setup de bateria que não fosse o seu, que estava em Porto Alegre devido a compromissos da banda. Kiko e Rafael disseram que também estavam testando outros bateristas e Aquiles declarou que eles poderiam fazer os testes, porém, não decidissem nada antes de vê-lo tocar. Os guitarristas do Angra decidiram esperar por Aquiles. Aquiles foi incumbido de criar o arranjo da canção "Running Alone". Depois de alguns dias arranjando outras músicas, Aquiles recebeu informalmente o convite para ser o novo baterista do Angra, substituindo Ricardo Confessori, que esteve na banda entre 1993 e 2000. Junto com Aquiles, também entraram o vocalista Eduardo Falaschi (substituindo André Matos, vocalista entre 1991 e 2000) e o baixista Felipe Andreoli (substituindo Luís Mariutti, baixista entre 1991 e 2000).
A nova formação do Angra gravou, em 2001, o álbum Rebirth, sob a produção do americano Dennis Ward. O disco foi acompanhado de uma turnê internacional que passou por vários países da Europa, pelo Japão e também pelos Estados Unidos e Canadá.
Durante a década de 2000, além do Angra, Aquiles realizou vários workshops de bateria. Um deles, realizado no auditório da Escola de Música & Tecnologia (EM&T), em São Paulo, foi gravado e lançado em DVD com o título Live in Concert: Inside My Drums, em 2004. No mesmo ano foi lançado o álbum Temple of Shadows do Angra.
Em 2006, o grupo lançou Aurora Consurgens. Mais tarde, em 2008, Aquiles Priester deixa o posto de baterista do Angra por divergências com o guitarrista Rafael Bittencourt e o antigo empresário Toninho Pirani.

### Freakeys (2006)
Aquiles Priester junto com o também tecladista Fábio Laguna, o baixista Felipe Andreoli e o guitarrista Eduardo Martinez formaram em 2006 o Freakeys, uma banda de metal progressivo instrumental cujo primeiro e único álbum foi lançado no mesmo ano. Também realizaram algumas apresentações pelo Brasil. O estilo musical do grupo é comparado ao Liquid Tension Experiment.

### Almah (2007)
Aquiles foi convidado por Edu Falaschi para fazer a turnê de divulgação do primeiro cd do Almah em setembro, os outros músicos, foram: Felipe Andreoli (baixo), Fábio Laguna (teclados), Marcelo Barbosa (guitarra), vale ressaltar que o guitarrista, Edu Ardanuy fez os dois primeiros shows em julho.

### Audição com o Dream Theater (2010)
Em 2010 Aquiles Priester participou de uma audição para seleção do novo baterista da banda norte-americana Dream Theater, pois Mike Portnoy havia deixado a banda naquele mesmo ano. Ele passou pela seleção junto de outros 6 bateristas: Derek Roddy, Marco Minnemann, Mike Mangini, Peter Wildoer, Thomas Lang e Virgil Donati, os quais disputaram entre si por meio de rigorosas audições com os membros remanescentes da banda.
O baterista brasileiro teve que cancelar alguns shows de sua banda e também teve dificuldades para obter o visto para ir aos EUA para participar da audição. Aquiles foi bem nas fases 1 e 2, mas não conseguiu manter um bom desempenho na fase 3, ao cometer alguns erros, em particular, na canção Dance of Eternity. Ao final de sua audição ficou claro que ele não conseguiu impressionar tanto quanto Mangini ou Minnemann. O baterista Mike Mangini foi escolhido por unanimidade para integrar o Dream Theater, pois foi o que menos cometeu erros e aquele que teve mais afinidade musical com os membros da banda.
As audições viraram o documentário The Spirit Carries on que foi disponibilizado pela gravadora Roadrunner Records em três partes no Youtube, mostrando a performance e os depoimentos dos participantes bem como os comentários dos membros da banda.

### Tony MacAlpine (2012–2015)
Em 2012 o renomado guitarrista e tecladista Tony MacAlpine convidou Aquiles Priester para integrar a sua banda durante as apresentações do NAMM Show, que ocorreu em janeiro, em Anaheim, Califórnia. Após as apresentações, foi anunciado que Aquiles Priester também integraria a banda de MacAlpine na Dream Mechanism Tour Europe para a divulgação do último álbum do renomado guitarrista que ocorreu entre fevereiro e março do mesmo ano. Contudo, as apresentações com o grupo continuaram mais frequentes e se estenderam até 2015. Em 12 de agosto de 2016 MacAlpine, após meses de tratamento contra um câncer, anunciou sua nova turnê pela costa oeste dos EUA, contando mais uma vez com o baterista brasileiro.

### House Of Bones (2012-2013)
Em 2012, Aquiles foi convidado para gravar o EP da banda House Of Bones, de Bebedouro, interior de São Paulo. Foram registradas 3 músicas e posteriormente Aquiles fez alguns shows com a banda. Destaque para o show em Seattle nos Estados Unidos em julho de 2012.

### Vinnie Moore (2013)
Em Maio, Aquilies Priester foi convidado para tocar com o virtuoso guitarrista americano Vinnie Moore (UFO). Na turnê brasileira, os outros músicos foram Gustavo Carmo (guitarra), Fabio Laguna (teclados) e Bruno Ladislau (baixo).

### Noturnall (2013–2018)
Aquiles Priester junto com ex-integrantes do Shaman formaram a banda de metal progressivo Noturnall. O grupo lançou o primeiro álbum homônimo Noturnall em 2014, o qual resultou no DVD First Night Live (2014) gravado em São Paulo-SP que contou com a participação especial de Russell Allen. Em 2015 lançaram Back to F*** Up! tendo obtido boa aceitação do público e da crítica. Os principais singles da banda são "Nocturnal Human Side", "No Turn At All", "Back To Fu** You Up!" e "Fight the System". Em 2017 lançaram o álbum 9.
No começo de 2018, deixou a banda e foi substituído pelo baterista Henrique Pucci.
Destaque para o show no Rock in Rio 2015, a banda tocou no palco Sunset.

### Hevilan (2013)
Em 2013, Aquiles gravou o primeiro CD da banda brasileira Hevilan, chamado The End Of Time.

### Midas Fate (2013– )
Aquiles Priester foi apresentado em 2013 como o novo integrante da banda norte-americana de metal progressivo Midas Fate. A banda é liderada pelo ex-frontman do Riot e Masterplan, Mike DiMeo.

### Blackwelder (2015)
Em 2015, Aquiles gravou o album Survival Of The Fittest da banda Blackwelder, os outros músicos foram Andrew Szucs (guitarra), Ralf Scheepers (vocal) e Bjorn Englen (baixo).

### Primal Fear (2014-2015)
No dia 9 de setembro de 2014 foi anunciada a entrada do baterista na banda Primal Fear. A noticia foi publicada no Facebook oficial da banda com a mensagem: 
"Official pronouncement!!! Yes it's true - ladies & gentlemen, please give a warm welcome to the new Primal Fear drummer – Mr. Aquiles Priester! We're proud that such an amazing artist is joining our band and Aquiles will make his live debut with the band @ Knock Out Festival on Dec 20, 2014 in Karlsruhe, Germany."
"Sim, é verdade - senhoras e senhores, por favor, deem as boas-vindas ao novo baterista do Primal Fear - Sr. Aquiles Priester! Estamos orgulhosos de que um artista incrível está se juntando a nós. Aquiles fará sua estreia ao vivo com a banda no Knock Out Festival em 20 de dezembro de 2014 em Karlsruhe, Alemanha."
Foram 5 shows entre dezembro de 2014 e abril de 2015, dois na Alemanha, dois no Brasil e um no Uruguai, destaque para o Monsters Of Rock Festival em São Paulo em 2015.

### About 2 Crash (2014-2015)
Em meados de 2014, Aquiles lançou um video no YouTube, mostrando ele tocando com uma banda misteriosa. Meses depois foram divulgadas algumas músicas do projeto, estilo metalcore/new metal, com os músicos Vinicius Neves (DJ, vocal), Luis Mariutti (baixo), Theo Vieira (vocal), Cristiano Wortmann (guitarra) e Anderson Carlos (guitarra)..
O show de estreia foi no Rock in Rio 2015, no palco Rock Street, onde foi gravado o clipe da música Buried Alive.

### Barque Of Dante (2017)
Em 2017, Aquiles gravou com a banda chinesa Barque Of Dante o álbum Alchemist.

### W.A.S.P. (2017– )
Em setembro de 2017 a banda W.A.S.P. anunciou Aquiles Priester como seu novo integrante. Na ocasião, o baterista também manifestou sobre a contratação: 
“Estou muito feliz em anunciar que estarei em turnê pela Europa com a banda W.A.S.P. É uma grande honra para mim fazer parte da Re-Idolized tour. O disco The Crimson Idol, é um dos mais importantes discos conceituais da história do Heavy Metal (...) Muito obrigado Blackie, Doug e Mike por terem me convidado para fazer parte disso. Eu tenho aprendido muito como vocês três”.
Logo na sequência do anúncio o músico iniciou a turnê mundial da banda “Re-Idolized – The Crimson Idol 25th Anniversary World Tour”, iniciado em 25 de setembro de 2017, na Suécia.
Foram mais de 50 shows, entre setembro e dezembro, a maioria Sold Out, passaram por Suécia, Finlândia, Dinamarca, Inglaterra, Irlanda, País de Gales, Bélgica, Irlanda, Espanha, França, Itália, Suíça, Holanda, Alemanha, Polônia, Austria, Ucrânia, Russia, Republica Checa e Noruega.

### TVMaldita (2020)
Durante o período da pandemia juntamente com o baterista e educador Gilson Naspolini (As The Palaces Burn, Three Snow Dogs) realizaram uma série de Lives no Youtube contando com a participação de vários nomes da bateria nacional e internacional, sendo uma das mais notórias com o Baterista do Iron Maiden, Nicko McBrain baterista que é uma das inspirações de Aquiles.
Outros participantes especiais foram: Thomas Lang,Jonathan Moffett "Sugarfoot" , João Barone e Charles Gavin, Bruno Valverde e Ricardo Cofessori, Alexandre Aposan, Kiko Freitas,Bacalhau, Leospa e Roger Moreira do Ultrage a Rigor,Walter Lopes, Lufeh Batera e Maick Souza, Riquelme e Carlinhos Papa léguas
No total foram Arrecadados R$ 48.834,48, através de SuperChats da plataforma e esse dinheiro foi revertido a vários projetos e ONG's como a Casa Guido, União Musical, Alma de Batera, Graxa do Metal etc.

### Turnê com o Dragonforce
No dia 2 de março de 2020 o Dragonforce anuncia em suas redes sociais que o baterista Gee Anzalone não poderá participar da turnê nos EUA. 
Gee foi hospitalizado por miocardite, uma inflamação do músculo cardíaco. 
O renomado baterista Aquiles Priester substituirá Gee Anzalone na próxima turnê nos EUA. Aquiles Priester se apresenta com a banda até a recuperação de Gee Anzalone.
O guitarrista Herman Li disse em comunicado oficial: “Sentiremos falta do nosso irmão Gee na próxima turnê nos EUA, mas a saúde é mais importante. Desejamos a Gee uma rápida recuperação e sabemos que ele estará de volta em breve conosco. Queremos agradecer ao nosso amigo Aquiles por nos ajudar a curto prazo”.

### 1º Aquiles Priester Drum Festival (2021)
Com o sucesso das lives da TVMaldita, em julho de 2021, através do seu Instagram, Aquiles anuncia o seu primeiro drum festival, contando com a participação de vários músicos da elite brasileira. O evento aconteceu em 29 de agosto de 2021 no Tom Brasil em São Paulo, e os bateristas convidados foram:
- Aquiles Priester
- Albino Infatozzi
- Cássio Cunha
- Christiano Galvão
- Cláudio Infante
- Cuca Teixeira
- Dino Verdade
- Douglas Las Casas
- Duda Neves
- Edu Ribeiro
- Eloy Casagrande
- Giba Favery
- Gilson Naspolini
- Vera Figueiredo
- Sérgio Melo
- Riquelme
- Ricardo Cofessori
- Paulo Zinner
- Netinho
- Max Kolesne
- Maguinho
- Lufeh Batera
- Luana Dametto
- Kiko Freitas
- Juba Blitz
- João Barone
- Ivan Busic

O Festival também contou com participações dos músicos Fábio Laguna (Hangar), Thiago Bianchi (Noturnall), Valdivaner Carelli Junior (ANIE), Luís Mariutti (Shaman), Raphael Dafras, PJ (JotaQuest), Roberto Barros, Vanessa Lockhart, Angel Sberse, Edu Falaschi, Jéssica di Falchi, Michel Leme, entre muitos outros.

### Solo
Paralelamente aos trabalhos e turnês das bandas das quais integra, Aquiles Priester tem ativamente trabalhado em workshops e masterclasses por todo o Brasil e na produção de novos lançamentos solo. 
O primeiro DVD solo de Aquiles Priester foi intitulado Inside My Drums foi lançado em 2003 e conta com músicas dos discos Inside your Soul (do Hangar) e Rebirth do Angra, além dos covers de Ask the Lonely (Journey)(Hangar Version) e  Perfect Strangers (Deep Purple) com Edu Falaschi (Angra, Almah). The Infallible Reason of My Freak Drumming foi lançado em 2009 e o repertório é baseado em canções dos álbuns The Reason of Your Conviction e Infallible (do Hangar), além de canções do Freakeys e solos. No final de 2011 Aquiles Priester tem sua performance ao vivo no Modern Drummer Festival 2011 lançada em DVD sendo o primeiro baterista brasileiro a ter participado do registro até então. Em 2013 o baterista lançou outro DVD solo chamado 100 Top Drum Fills com a produção do próprio Aquiles, co-produção de Marcello Pompeu e Heros Trench, além da direção de vídeo de Daniel Piquê (eleito o melhor DVD instrucional do mundo, pela revista Modern Drummer – USA). Já em 2014 lançou The PsychOctopus Play Along. O brasileiro foi eleito o segundo melhor baterista do Brasil do ano de 2015, atrás de Bruno Valverde (Angra), em votação popular organizada pelo site especializado Whiplash. Em 2016, Aquiles Priester, em trabalho conjunto com o guitarrista Gustavo Carmo (VersOver), lançou o DVD duplo “Our Lives, 15 Years Later… Live in Studio!” com performances dos músicos em várias canções instrumentais, contando ainda com três faixas bônus, entrevistas com os músicos, making of e vídeo aulas.
Em 2019 Aquiles Lança seu mais recente trabalho intitulado "All Access To Aquiles Priester´s Drumming", que foi lançado em DVD triplo e Blue-ray, Gravado na Harman Experience Center, Los Angeles/CA, nos dias 18 e 19 de Agosto de 2018, e lançado no ano seguinte no Brasil com direito a Sessão de cinema, o projeto conta com execuções das músicas dos discos Noturnall de 2014 do Noturnall, Stronger Than Ever do Hangar, e o Single The Glory of the Sacred Truth do vocalista Edu Falaschi.i

## Equipamentos
Aquiles possui endorsement de pratos Paiste, baterias Mapex, peles Evans, baquetas Pro-Mark, DW Pedals, Gibraltar Hardware, Zoom, Roland, Urban Boards, AKG, LP Percussion, Xtreme Ears, Soundcraft, PowerClick, Shred Cases, Tander Tattoo Studio, Lady Snake e Consulado do Rock.i

## Discografia e videografia
Solo
- 2003 - Live in Concert / Inside my Drums (DVD) - workshop de bateria
- 2007 - Inside my PsychoBook (Método + CD) - Método com estudo de Dois Bumbos, Caixa, Chimbal e 2 Rides.
- 2010 - The Infallible Reason of My Freak Drumming (DVD) - workshop de bateria, com exercícios e entrevista
- 2011 - Biografia Oficial De Fã a Idolo (Livro) - Retrata sua trajetória como músico
- 2013 - Top 100 Drum Fills (DVD) - Métodos de viradas baseadas em seus trabalhos
- 2014 - The PsychOctopus Play Along (Método+CD) - 10 faixas do Hangar para praticar
- 2016 - Our Lives, 15 Years Later… Live in Studio! (com Gustavo Carmo) (Cd e DVD)
- 2019 - All Access to Aquiles Priester's Drumming

Angra
- 2001 - Rebirth
- 2002 - Hunters and Prey (EP)
- 2002 - Rebirth World Tour: Live in São Paulo (CD duplo e DVD)
- 2004 - Temple of Shadows
- 2006 - Aurora Consurgens

Freakeys
- 2006 - Freakeys

Hangar
- 1999 - Last Time
- 2001 - Inside Your Soul
- 2007 - The Reason Of Your Conviction
- 2009 - Infallible
- 2011 - Acoustic But Plugged In
- 2014 - The Best of 15 Years (Based On a True Story...)
- 2016 - Stronger Than Ever
- 2016 - Live in Brusque/SC Brazil (DVD)

Paul Di'Anno
- 2000 - Nomad

Noturnall
- 2014 - Noturnall
- 2014 - First Night Live (DVD)
- 2015 - Back to F*** You Up
- 2017 - 9

Hevilan
- 2013 - The End Of Time

Blackwelder
- 2015 - Survival Of The Fittest

Edu Falaschi
- 2018 - The Glory of the Sacred Truth/Streets of Florence Single
- 2021 - Vera Cruz

Serj Buss
- Liquid Piece of Me (2007)

Giordano Boncompagni
- 2016 - New Shred Generation

Barque Of Dante
- 2017 - Alchemist

Presto Vivace
- 2018 - Realidades Convenientes

Tony MacAlpine
- 2015 - Concrete Gardens

## Prêmios

### Melhores do Ano -Roadie Crew
| Ano  | Categoria          | Indicação                                 | Resultado |
| ---- | ------------------ | ----------------------------------------- | --------- |
| 2018 | Baterista Nacional |                                           | Venceu    |
| 2019 | Baterista Nacional |                                           | Venceu    |
| 2019 | DVD Nacional       | All Access to Aquiles Priester’s Drumming | Venceu    |
| 2020 | Baterista Nacional |                                           | Venceu    |